# National Highway 1
De National Highway 1 (NR1) is een snelweg in Myanmar die de grootste stad, Yangon, Pyinmana en de tweede stad, Mandalay, met elkaar verbindt.
Het is een belangrijke noord-zuidverbinding en tevens de drukste weg in het land. Bij Meiktila kruist de NR1 de NR4, die naar het oosten loopt. De snelweg begint in het westen van Rangoon en eindigt in Mandalay waar de snelweg met de  NR3 samenkomt.